# Danuria angusticollis
Danuria angusticollis är en bönsyrseart som beskrevs av Max Beier 1931. Danuria angusticollis ingår i släktet Danuria och familjen Mantidae. Inga underarter finns listade i Catalogue of Life.